# Sirley Cornejo

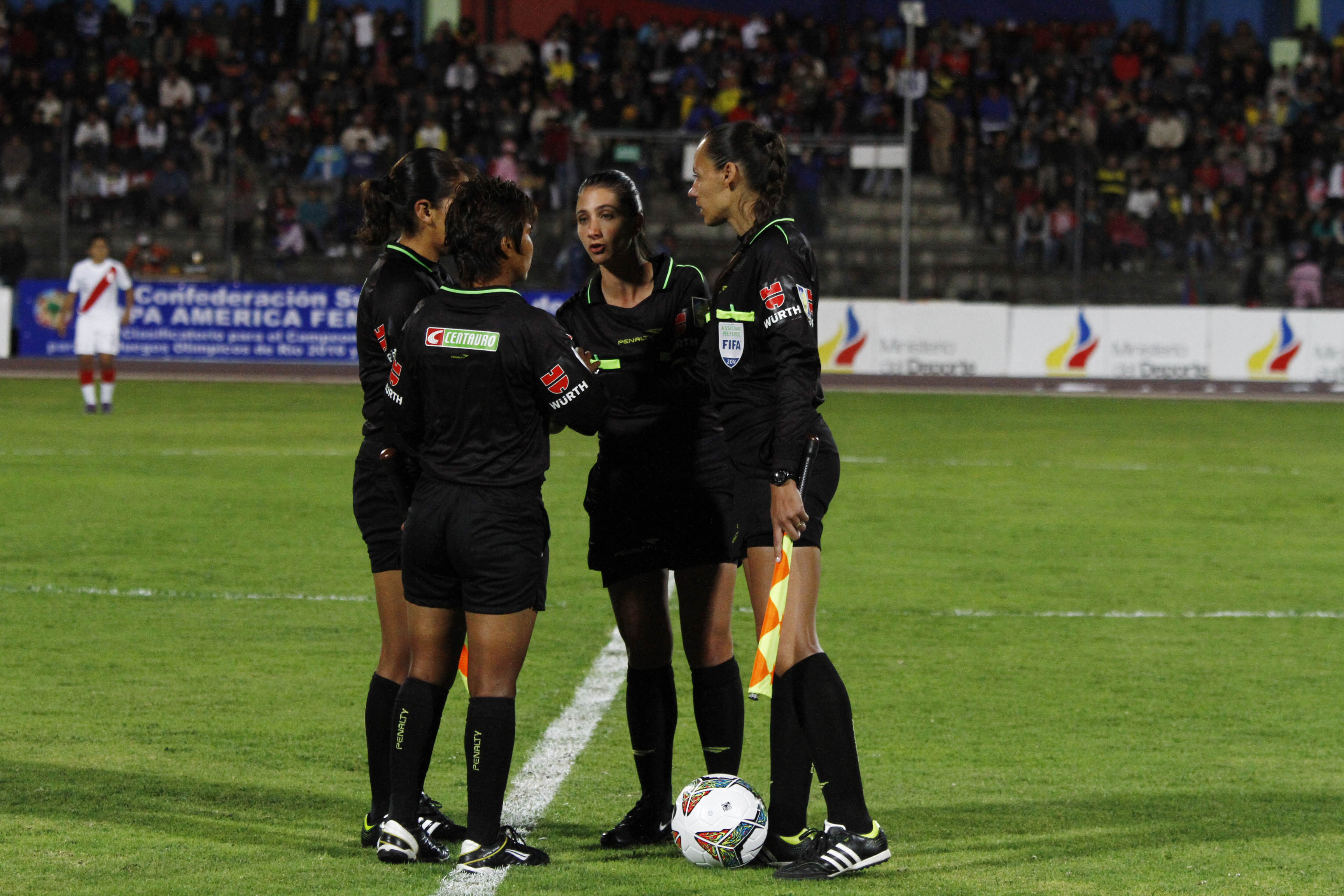
Sirley Cornejo mit Laura Fortunato, Mariana de Almeida und Marina Quiroga bei der Copa América 2014

Sirley Verónica Cornejo Arana (* 4. Oktober 1979) ist eine bolivianische Fußballschiedsrichterin.
Seit 2005 steht sie auf der FIFA-Liste und leitet internationale Fußballpartien.
Bei der Südamerikameisterschaft 2010 in Ecuador, der Copa América 2014 in Ecuador und der Copa América 2018 in Chile leitete Cornejo jeweils drei Spiele.
Bei der Copa Libertadores Femenina 2014 pfiff sie drei Spiele, darunter das Halbfinale zwischen São José EC und Club Cerro Porteño (2:1). Bei der Copa Libertadores Femenina 2016 leitete sie zwei Gruppenspiele.